# David Gray (snookerspeler)
David Gray (Lower Morden (Groot-Londen), 9 februari 1979) is een Engels snookerspeler die in 1996 prof werd. Hij won in 2003 het toen als rankingtoernooi geldende Scottish Open, haalde daarvan een jaar eerder al de finale en plaatste zich in 2004 voor de eindstrijd van het UK Championship, waarop hij ook een maximumbreak maakte. In het seizoen 2004/05 bereikte Gray zijn hoogste positie op de WPBSA-wereldranglijst, toen hij daarop twaalfde werd. Hij luistert naar de bijnaam Casper.

## Staat van dienst
Gray won in 1995 het Engels kampioenschap voor amateurs en werd het jaar daarna prof. In 1998 won hij het (non-rankingtoernooi) Benson & Hedges Championship en kwalificeerde zich daarmee voor de Benson & Hedges Masters. In 2000 debuteerde hij op het World Snooker Championship met een 10-9 overwinning op Ronnie O'Sullivan in de eerste ronde.
Gray bereikte op het Scottish Open van 2002 zijn eerste ranking-finale. Die verloor hij met 2-9 van Stephen Lee. Een jaar later was het Scottish Open ook het evenement waar hij zijn tweede ranking-finale speelde. Deze keer won hij wel, met 9-7 van Mark Selby. Grays derde eindstrijd in een ranking-toernooi volgde in 2004 op het UK Open. Daarin had hij tegen Stephen Maguire weinig in de melk te brokkelen: 1-10. Datzelfde toernooi maakte hij zijn eerste maximumbreak, wat tegelijk de vijftigste ooit was.